# Epirrhoe rivatula
Epirrhoe rivatula är en fjärilsart som beskrevs av Felix Bryk 1942. Epirrhoe rivatula ingår i släktet Epirrhoe och familjen mätare. Inga underarter finns listade i Catalogue of Life.